# Elżbieta Błotnicka-Mazur
Elżbieta Błotnicka-Mazur (ur. 1973 w Braniewie) – polska historyczka sztuki, adiunktka Katedry Historii Sztuki Nowoczesnej KUL.

## Życiorys
Ukończyła Państwowe Liceum Sztuk Plastycznych w Nałęczowie. Następnie ukończyła Instytut Historii Sztuki Katolickiego Uniwersytetu Lubelskiego, uzyskując tytuł magistra na podstawie pracy pt. Książka ozdobna – Ekslibris i grafika książki Zbigniewa Jóźwika, napisanej pod kierunkiem prof. dr. hab. Lechosława Lameńskiego. W 2010 roku uzyskała stopień doktora nauk humanistycznych w dyscyplinie historia sztuki na podstawie rozprawy pt. Bohdan Kelles-Krauze (1885–1945) – między profesją i pasją. Życie i twórczość zapomnianego lubelskiego architekta i malarza, napisanej również pod kierunkiem prof. Lechosława Lameńskiego.
Obecnie (2024) jest adiunktką w Katedrze Historii Sztuki Nowoczesnej w Instytucie Historii Sztuki. Jej zainteresowania badawcze koncentrują się na polskiej sztuce pierwszej połowy XX wieku. Zajmuje się również współczesną krytyką artystyczną. Jest autorką artykułów, recenzji, wstępów do katalogów wystaw i tłumaczeń.
W 2023 otrzymała nagrodę Rektora KUL na najlepiej punktowaną publikację roku za autorski artykuł pt. "Edward Krasiński’s ‘Overhead Sculptures’. A Manifestation of Modernity", który ukazał się na łamach amerykańskiego czasopisma „Modernism/Modernity”.
24 października 2024 roku rektor KUL powołał ją na 4-letnią kadencję dyrektora Muzeum Katolickiego Uniwersytetu Lubelskiego.

### Publikacje książkowe
- Między profesją i pasją : życie i twórczość Bohdana Kelles-Krauzego zapomnianego lubelskiego architekta i malarza, Lublin 2010
- Projekty architektoniczne Bohdana Kelles-Krauzego w zasobie Archiwum Państwowego w Lublinie i innych zbiorach archiwalnych, Lublin 2011
- Paragone : rzeźba na granicy (współredakcja), 2016
- Nasze bogactwo kulturowe : studia z historii, etnografii i historii sztuki poświęcone Augustowi Zamoyskiemu i ludziom z Jabłonia oraz okolic (współredakcja), 2018
- Paragone : pasaże sztuki : studia ofiarowane profesorowi Lechosławowi Lameńskiemu (współredakcja), Lublin 2020
- Doktor Paweł Jankowski (1875–1919) : historia nieznana = unknown history (współredakcja), Lublin 2021

Ponadto jest autorką wielu artykułów historycznych w języku polskim i angielskim.